# Счастливцев, Николай Степанович
Николай Степанович Счастливцев (1927 — 2013) — советский металлург и организатор производства. Директор Кировского завода по обработке цветных металлов (1962—1985). Почётный гражданин города Кирова (1986).

## Биография
Родился 23 апреля 1927 года в деревне Богословской, Кировской области. 
С 1942 года после окончания шести классов Кировской школы № 9 имени Октябрьской революции, в возрасте пятнадцати лет Н. С. Счастливцев начал свою трудовую  деятельность — учеником слесаря-ремонтника на Кировском заводе № 266 имени И. И. Лепсе Наркомата вооружения СССР, основной продукцией завода в военные годы было электрооборудование для пикирующего бомбардировщика Пе-2 и магнето БСМ-14, также на заводе производились ручные гранаты. Одновременно с работой Н. С. Счастливцев обучался в вечерней школе рабочей молодежи.
С 1949 по 1954 годы обучался в Уральском политехническом институте имени С. М. Кирова, после окончания которого получил специализацию — «инженера-механика металлургического производства». С 1954 года Н. С. Счастливцев был направлен на Кировский завод по обработке цветных металлов Министерства цветной металлургии СССР и был назначен — механиком прокатного цеха, через небольшой промежуток времени стал  руководителем ремонтно-механического цеха. С 1958 года Н. С. Счастливцев был назначен — главным механиком Кировского завода по обработке цветных металлов, отвечал за наладку и эксплуатационный пуск прокатного комплекса завода. С 1961 по 1962 годы был руководителем прокатного цеха Кировского завода по обработке цветных металлов, за короткий срок руководством прокатного цеха вывел его в число лидирующих цехов завода.
С 1962 по 1985 годы — директор Кировского завода по обработке цветных металлов. За двадцати трёх летний период руководства заводом Н. С. Счастливцева, Кировский завод по обработке цветных металлов стал одним из лидирующих предприятий Кировской области и в целом Министерства цветной металлургии СССР. В качестве руководителя завода Н. С. Счастливцев внёс весомый вклад в развитие социальной сферы и инженерно-строительной инфраструктуры Кировского завода и в целом города Кирова, по его инициативе и под его руководством в городе Кирове были построены: улица Дзержинского, ДК металлургов, Дворец пионеров, профилакторий, база отдыха, пионерский лагерь «Юный металлург» а также  спортивные и жилые комплексы. 
Помимо основной деятельности Н. С. Счастливцев участвовал и в общественно-политической жизни города Кирова, Кировской области и страны: избирался делегатом XXV съезда КПСС, членом бюро Кировского горкома КПСС, избирался депутатом  Кировского городского и Кировского областного Советов народных депутатов.
Скончался 25 июля 2013 года на 87-м году жизни в городе Кирове.

## Награды
- Орден Трудового Красного Знамени
- Орден Дружбы народов
- Орден Знак Почёта

### Звание
- Почётный гражданин города Кирова (17.02.1986 — «за большой вклад в развитие экономики, культуры и благоустройства города Кирова[3])

## Память
- Решением Кировской городской Думы пятого созыва от 29 апреля 2015 года № 25/21, на доме № 18  Октябрьского проспекта города Кирова  была установлена Мемориальная доска Счастливцеву Николаю Степановичу («На Кировском заводе по обработке цветных металлов с 1954 по 1987 год работал Счастливцев Николай Степанович, директор завода с 1962 по 1985 год, орденоносец, Почетный гражданин города Кирова»[4])